# Gauliga Niederrhein
De Gauliga Niederrhein was een van de zestien Gauliga's die in 1933 werd opgericht na de machtsgreep van de NSDAP in 1933. De overkoepelende voetbalbonden van de regionale kampioenschappen werden afgeschaft en zestien Gauliga's namen de plaats in van de voorheen talloze hoogste klassen. In de Gauliga Niederrhein speelden teams uit het noordelijke deel van de Rijnprovincie.

## Erelijst
| Seizoen | Kampioen               | Vicekampioen          |
| 1933-34 | VfL 06 Benrath         | Fortuna Düsseldorf    |
| 1934-35 | VfL 06 Benrath         | Fortuna Düsseldorf    |
| 1935-36 | Fortuna Düsseldorf     | VfL 06 Benrath        |
| 1936-37 | Fortuna Düsseldorf     | TuS Duisburg 48/99    |
| 1937-38 | Fortuna Düsseldorf     | Schwarz-Weiß Essen    |
| 1938-39 | Fortuna Düsseldorf     | Schwarz-Weiß Essen    |
| 1939-40 | Fortuna Düsseldorf     | Schwarz-Weiß Essen    |
| 1940-41 | TuS Helene Altenessen  | Rot-Weiß Essen        |
| 1941-42 | SV Hamborn 07          | TuS Duisburg 48/99    |
| 1942-43 | BSG Westende Hamborn   | TuS Helene Altenessen |
| 1943-44 | KSG SpV/48/99 Duisburg | BSG Westende Hamborn  |

## Eeuwige ranglijst
| Club                              | /11 | Seizoenen (1933-1944) |
| --------------------------------- | --- | --------------------- |
| SV Hamborn 07                     | 10  | 1933-1943             |
| Fortuna Düsseldorf                | 10  | 1933-1942, 1943-1944  |
| Schwarz-Weiß Essen                | 10  | 1933-1943             |
| VfL Benrath                       | 9   | 1933-1939, 1941-1944  |
| Rot-Weiß Oberhausen               | 8   | 1934-1938, 1939-1943  |
| TuRU Düsseldorf                   | 7   | 1935-1942             |
| TuS Duisburg 48/99                | 7   | 1936-1943             |
| SV Westende Hamborn               | 5   | 1938-1941, 1942-1944  |
| Rot-Weiss Essen                   | 5   | 1938-1943             |
| SSV 04 Wuppertal                  | 5   | 1936-1940, 1941-1942  |
| Duisburger FV 08                  | 4   | 1933-1937             |
| VfL Preußen Krefeld               | 4   | 1933-1937             |
| TuS Helene Altenessen             | 4   | 1940-1944             |
| Union 02 Hamborn                  | 3   | 1935-1936, 1937-1939  |
| Duisburger TSV 1899               | 2   | 1933-1935             |
| Rheydter Spielverein              | 2   | 1933-1935             |
| BV Union 05 Krefeld               | 2   | 1942-1944             |
| Borussia VfL München-Gladbach     | 2   | 1934-1936             |
| Schwarz-Weiß Wuppertal            | 1   | 1933-1934             |
| Alemannia Aachen                  | 1   | 1933-1934             |
| SC Borussia München-Gladbach      | 1   | 1933-1934             |
| BV Preußen Altenessen             | 1   | 1933-1934             |
| SV Gelb-Weiß Hamborn              | 1   | 1943-1944             |
| Homberger SV                      | 1   | 1934-1935             |
| BV Altenessen 06                  | 1   | 1937-1938             |
| VfB 03 Hilden                     | 1   | 1939-1940             |
| VfR Ohligs                        | 1   | 1940-1941             |
| KSG Rot-Weiß/Altstaden Oberhausen | 1   | 1943-1944             |
| KSG Rot-Weß/BV 06 Essen           | 1   | 1943-1944             |
| KSG SV 1907/Union 02 Hamborn      | 1   | 1943-1944             |
| KSG SpV /48/99 Duisburg           | 1   | 1943-1944             |

1933/34 · 1934/35 · 1935/36 · 1936/37 · 1937/38 · 1938/39 · 1939/40 · 1940/41 · 1941/42 · 1942/43 · 1943/44 · 1944/45
Originele Gauliga's: Baden · Bayern · Berlin-Brandenburg · Hessen · Mitte · Mittelrhein · Niederrhein · Niedersachsen · Nordmark · Ostpreußen · Pommern · Sachsen · Schlesien · Südwest-Mainhessen · Westfalen · Württemberg

Gauliga's na 1939: Hamburg · Hessen-Nassau · Köln-Aachen · Kurhessen · Mecklenburg · Moselland · Niederschlesien · Oberschlesien · Osthannover · Schleswig-Holstein · Südhannover-Braunschweig · Weser-Ems · Westmark

Gauliga's in bezette gebieden: Böhmen und Mähren · Danzig-Westpreußen · Elsaß · Generalgouvernement · Sudetenland · Ostmark · Wartheland